# Niebylec (wieś)

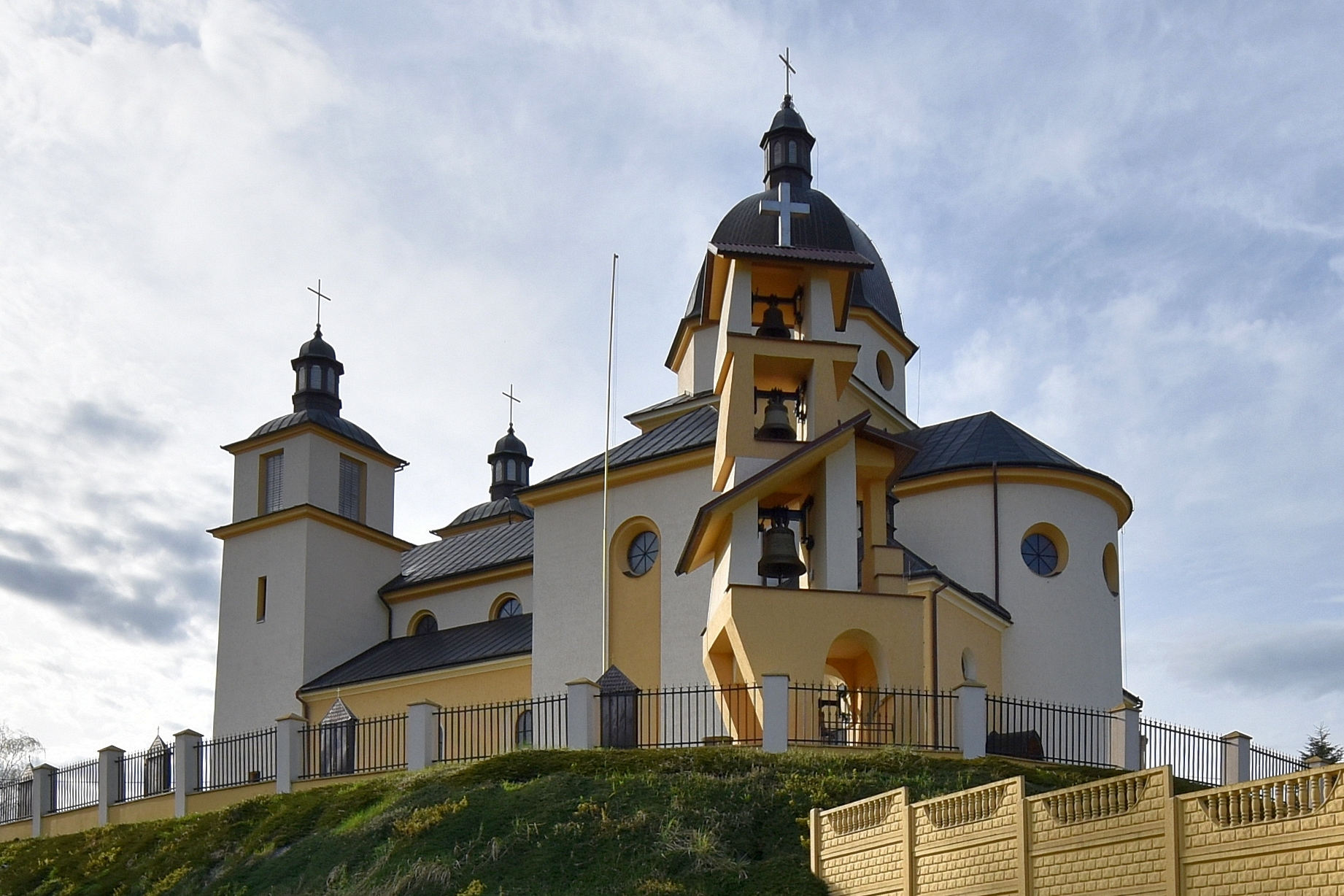
Kościół parafialny

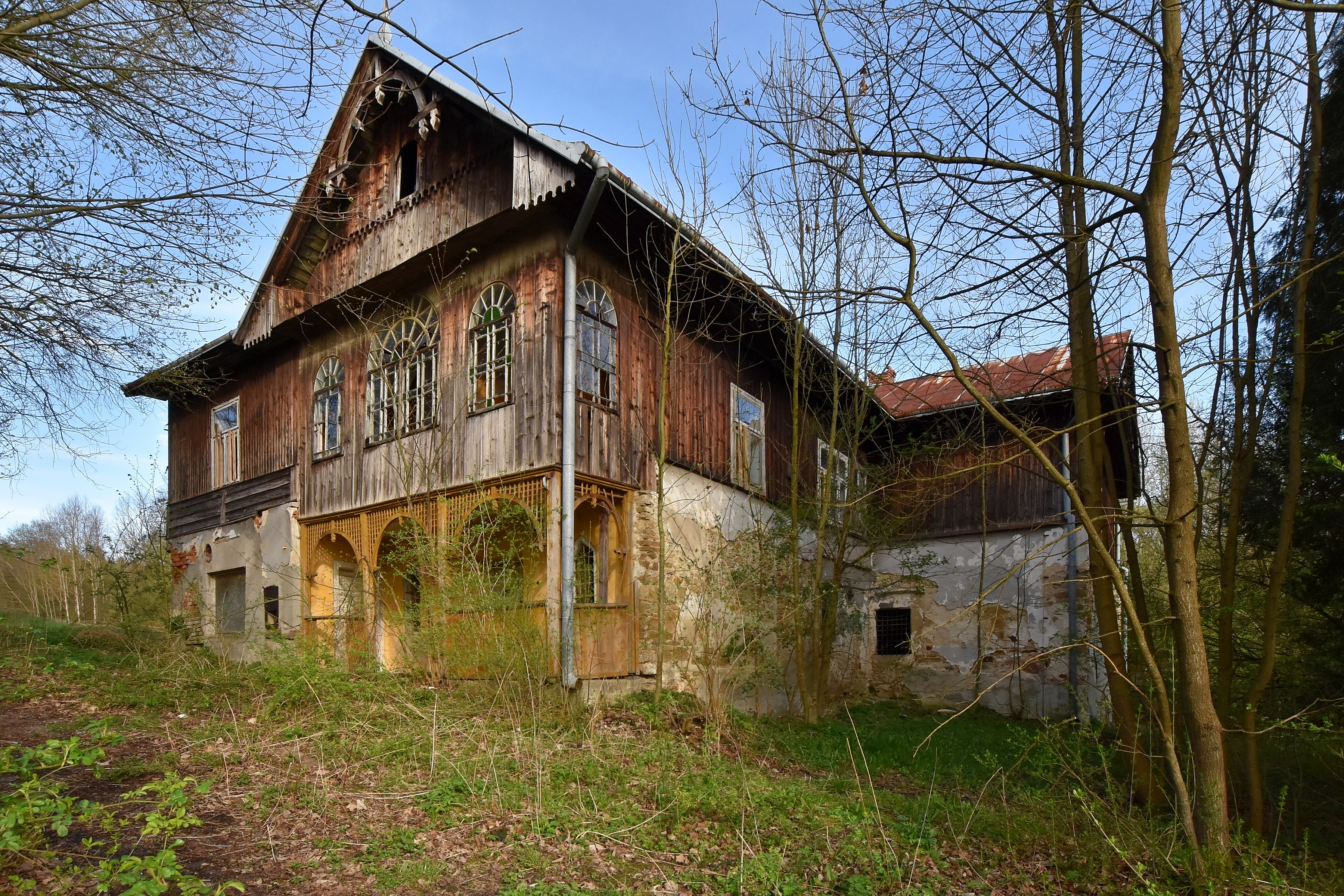
Zabytkowy dwór

Niebylec – wieś (dawniej miasto) w Polsce położona w województwie podkarpackim, w powiecie strzyżowskim, w gminie Niebylec. Wieś położona jest przy drodze krajowej 19 z Rzeszowa do Miejsca Piastowego.
| SIMC    | Nazwa | Rodzaj    |
| ------- | ----- | --------- |
| 0656953 | Budy  | część wsi |
| 0656960 | Dwór  | część wsi |

Miejscowość liczy ok. 600 mieszkańców i jest siedzibą gminy Niebylec oraz siedzibą parafii Znalezienia Świętego Krzyża, należącej do dekanatu Czudec, diecezji rzeszowskiej.
W Niebylcu mieści się główna siedziba firmy przewozowej Neobus Polska, która oferuje przewozy autokarowe z Podkarpacia w kierunku Warszawy (przez Rzeszów, Radom), Wrocławia (przez Rzeszów, Kraków, Katowice) i Łodzi (przez Kielce).
Niebylec uzyskał lokację miejską w 1509 roku, zdegradowany przed 1919 rokiem.

## Historia
W 1460 roku właścicielami terenów Niebylca byli bracia: Marcin, Mikołaj, Jan i Stanisław Machowscy herbu Awdaniec. Niebylec był miastem w latach 1509–1919. Jego założycielem był Mikołaj Machowski z Machowa,dworzanin i krojczy królowej Elżbiety, któremu król Zygmunt Stary zezwolił na założenie miasta na terenie jego dziedzicznej wsi Jawornik (założonej w XV wieku). Początkowo miasto nosiło nazwę Jawornik, a później zmieniło nazwę na Niebylec. Obecnie wsie Jawornik Niebylecki i Niebylec to dwie niezależne jednostki administracyjne. Janusz Romer, właściciel Niebylca, w 1646 roku wybudował nowy kościół pod wezwaniem Najświętszej Marii Panny. Na mocy dekretu biskupa sufragana krakowskiego wydanego 14 lipca 1650 roku przyłączono do parafii w Niebylcu kościół w Konieczkowej, który stał się świątynią filialną.
Kolejnymi właścicielami Niebylca byli Pieniążkiowie i Ankwicze. W czasie konfederacji barskiej do obrony Polski przed wojskami rosyjskimi włączyli się mieszkańcy Niebylca, którymi dowodził Kajetan Junosza Łempicki, a potem wyruszył w 1794 roku na pomoc powstaniu kościuszkowskiemu. Ludność miasteczka trudniła się rolnictwem, rzemiosłem i handlem. Niebylec miał przywilej urządzania cotygodniowego targu i dwóch jarmarków rocznie (od 1801 roku – czterech jarmarków). Miasteczko znane było ze sprzedaży wołów, koni, krów i skór.
Na początku XVII wieku do Niebylca przeniesiona parafię z sąsiedniej wsi Konieczkowej. W XVIII wieku w miasteczku pojawiła się ludność żydowska, która na początku XX wieku stanowiła już większość mieszkańców Niebylca. W tym okresie właścicielem ziemskim w Niebylcu był Aszer Wałłach. W 1918 doszło tutaj do rabunku sklepów żydowskich przez mieszkańców okolicznych wsi. W czasie II wojny światowej żydowscy mieszkańcy Niebylca zostali wywiezieni, najpierw do getta w Rzeszowie, a później do obozu Belżec. W okolicach miasteczka działała w czasie okupacji AK, która nazwała te tereny mianem Rzeczpospolita Hyżneńsko-Niebylecka. Podobwód AK Rzeszów-Południe, teren Hyżne-Niebylec zarządzany był przez kpt. Józefa Maciołka „Żuraw”, „Roch”, zaś komendantami Placówek AK, byli: Jan Rabczak „Dąb”, Stanisław Jakubczyk „Chrobry”, Mieczysław Chedyński „Józef” oraz Jan Baran „Blizbor”
W latach 1954–1972 wieś należała i była siedzibą władz gromady Niebylec. W latach 1975–1998 miejscowość administracyjnie należała do województwa rzeszowskiego.

## Zabytki
- Kościół pw. Znalezienia Krzyża Świętego i Wniebowzięcia NMP z 1936-1943 (powstał na miejscu starszej budowli z 1646).
- Synagoga murowana z II poł. XIX wieku z dobrze zachowaną polichromią (obecnie budynek biblioteki).
- Pozostałości cmentarza żydowskiego (zachowane są jedynie 2 macewy).
- Dwór drewniano-murowany z początku XV wieku, rozbudowany w XVII i XIX wieku.
- Kapliczka z przełomu XVIII i XIX wieku.
- Drewniane domy przy rynku.